# El capital (pel·lícula)
|  | Aquest article tracta sobre la pel·lícula de 2012 dirigida per Costa-Gavras. Si cerqueu l'obra d'economia política de Karl Marx, vegeu «El Capital». |

El capital (títol original en francès: Le Capital) és un pel·lícula francesa de 2012 dirigida per Costa-Gavras, a partir de la novel·la homònima de Stéphane Osmont publicada l'any 2004.

## Argument
La pel·lícula descriu un banquer que es converteix en executiu en cap d'una gran entitat bancària. Només per molestar la junta de directors del banc comença a prendre el control unilateral de la societat, a acomiadar molts dels empleats i a fer un tracte corrupte amb el cap d'un fons de cobertura estatunidenc.

## Repartiment
| Intèrpret          | Personatge      | Notes                                       |
| ------------------ | --------------- | ------------------------------------------- |
| Gad Elmaleh        | Marc Tourneuil  | nou director de la banca Phénix             |
| Gabriel Byrne      | Dittmar Rigule  | càrrec de la banca                          |
| Bernard Lecoq      | Antoine de Suze | càrrec de la banca                          |
| Natacha Régnier    | Diane Tourneuil | parella de Marc Tourneuil                   |
| Hippolyte Girardot | Raphaël Sieg    | càrrec de la banca                          |
| Céline Sallette    | Maud Baron      | treballadora de l'agència anglesa de Phénix |
| Yann Sundberg      | Boris Breton    |                                             |
| Liya Kebede        | Nassim          | model i amant de Marc Tourneuil             |
| Vincent Nemeth     | Alain Faure     |                                             |
| Daniel Mesguich    | Jack Marmande   | exdirector de la banca Phénix               |
| Aline Stinus       |                 | germana de Marc Tourneuil                   |
| Philippe Duclos    |                 | expolicia, espia a favor de Marc Tourneuil  |

## Premis i nominacions
Nominacions
- 2012: Conquilla d'Or a la millor pel·lícula[3]